# Asioninae
Sous-famille
Les Asioninae (ou asioninés) sont une sous-famille d'oiseaux de la famille des strigidés.

## Phylogénie
Wink et al. (2009) montrent dans leur étude phylogénique des Strigiformes que la reconnaissance de ce taxon rend paraphylétique la sous-famille des Striginae. Les systématiciens cladistes ne la reconnaissent donc plus.

## Liste des genres
D'après Alan P. Peterson, cette sous-famille est constituée des genres suivants :
- Asio
- Nesasio
- Pseudoscops